# Alberto Pirovano
Alberto Pirovano (Vaprio d'Adda, 7 marzo 1884 – Roma, 23 febbraio 1973) è stato un genetista e agronomo italiano.
Fu professore presso l'Istituto di Frutticoltura ed Elettrogenetica di Roma, dove studiò soprattutto genetica. Nel 1922 pubblicò a Milano un importante saggio dal titolo La Mutazione Elettrica delle Specie Botaniche e la Disciplina dell'Ibridazione, su studi che aveva iniziato nel 1912.